# Nereis longisetis
Nereis longisetis är en ringmaskart som beskrevs av McIntosh 1885. Nereis longisetis ingår i släktet Nereis och familjen Nereididae. Inga underarter finns listade i Catalogue of Life.